# Гъски
Гъските (Anser) са род едри птици от семейство Патицови, разред Гъскоподобни. Тежат между 1,5 и 6 кг. Нямат изразен полов диморфизъм. Оперението е като цяло в сиви тонове. Летят бързо, маховете с крилете са нарядко, но силни. По време на прелетите понякога се издига на значителна височина, от порядъка на километри. Гласът им е характерното гъше крякане.

## Разпространение
Повсеместно разпространени са в Европа, Азия, Северна Америка, Южна Америка и Африка, но като цяло с ниска плътност на популациите. Прелетни птици. В България се срещат следните 6 вида:
- Anser albifrons (Scopoli, 1769) -- Голяма белочела гъска
- Anser anser (Linnaeus, 1758) -- Сива гъска
- Anser brachyrhynchus Baillon, 1834 -- Късоклюна гъска
- Anser caerulescens -- Снежна гъска (отделена в род Chen)
- Anser erythropus (Linnaeus, 1758) -- Малка белочела гъска
- Anser fabalis (Latham, 1787) -- Посевна гъска

Придържат се към открити местности и обширни водоеми, като езера, язовири и големи реки. По време на гнезденето се насочват към блатисти или силно обрасли с водна растителност участъци.

## Начин на живот и хранене
Много често можем да наблюдаваме различните видове гъски на ята. Гъските са социални птици с добре развита йерархия и отношения в общността си. Също така се смята, че са едни от най-интелигентните животни.
Приемат предимно растителна храна. Напролет кълнове на различни растения, плодове и листа на водната растителност, а към есента преминава на семена и ако има възможност се храни и със зърнени култури.

## Размножаване
Моногамна птици, двойките са постоянни. Полова зрялост настъпва на 1 – 4 година. Гнездото си построява в близост до обрасли с тръстика и друга растителност водоеми и по-рядко в равнините. Снасят от 2 до 20, но най-често 4 – 10 яйца. Мътят 24 – 30 дни, като по време на мътенето и отглеждането на малките, мъжкия се държи заедно с женската. Малките се излюпват достатъчно развити за да могат да се придвижват и хранят самостоятелно. Родителите при заплаха, ги бранят.

## Допълнителни сведения
Някои представители на рода, като домашната гъска, са ценен стопански обект. Други, като голямата белочела гъска са ловен обект в България. Останалите видове са редки и с намаляла численост, поради което са включени в Червената книга на застрашените видове.

## Списък на видовете
- род Anser, Гъски
  - Anser albifrons (Scopoli, 1769) -- Голяма белочела гъска
  - Anser anser (Linnaeus, 1758) -- Сива гъска
  - Anser brachyrhynchus Baillon, 1834 -- Късоклюна гъска
  - Anser caerulescens -- Снежна гъска, (отделяна в род Chen)
  - Anser canagicus -- (отделяна в род Chen)
  - Anser cygnoides -- Лебедоподобна гъска
  - Anser erythropus (Linnaeus, 1758) -- Малка белочела гъска
  - Anser fabalis (Latham, 1787) -- Посевна гъска
  - Anser indicus (Latham, 1790)
  - Anser rossii (Cassin, 1861) (отделяна в род Chen)